# Leo Wilhelm
Leo Wilhelm  (* 14. April 1913 in Wissen/Sieg; † 29. Juli 1988 in Bremerhaven) war ein deutscher Politiker. Er war Mitglied der Bremischen Bürgerschaft (CDU).   

## Biografie
Wilhelm war als Beamter in Bremerhaven tätig. 
Er war Mitglied in der CDU und in verschiedenen Funktionen tätig. Er war von 1955 bis 1967 für Bremerhaven in der 4. bis 6. Wahlperiode zwölf Jahre lang Mitglied der Bremischen Bürgerschaft und in der Bürgerschaft in verschiedenen Deputationen tätig.  